# Tridactylina kirilowii
Tridactylina es un género monotípico perteneciente a la familia de las asteráceas. Su única especie: Tridactylina kirilowii, es originaria del Centro de Asia.

## Taxonomía
Tridactylina kirilowii fue descrita por (Turcz.) Sch.Bip. y publicado en Tanaceteen 49. 1844